# Parque de Belvédère
El parque de Belvédère (en árabe: منتزه البلفيدي; en francés: Parc du Belvédère) es el parque más grande de la ciudad de Túnez. Terminado a finales del siglo XIX, está situado al norte de la ciudad.

## Historia
Su creación se da lugar en 1892 en una colina llena de olivos de 110 hectáreas.
Diseñado por el arquitecto paisajista Joseph Laforcade, también jardinero jefe de la ciudad de París, este jardín inglés se llena de arboledas y césped. Asimismo, se realizan caminos para carros y peatonales. Las plantas son proporcionadas por el jardín de pruebas de Túnez ideado el año anterior y quedan establecidas en 1897. Más tarde, es cerrado al público durante más de una década con el objetivo de que la flora crezca y evolucione en condiciones óptimas. Además, se traslada una midha del zoco El Attarine y un pabellón abovedado de un palacio de La Manouba.
En septiembre de 1901 se construye un casino de estilo neoárabe en la entrada del parque y en 1910 se abre al público. Entre 1963 y 1969 se construye un zoológico diseñado por arquitectos paisajistas de Colonia, incluyendo un estanque, zona de juegos y una cafetería. Actualmente el zoológico de Túnez, incluido en el mismo parque, se encuentra en un área de trece hectáreas, y abarca 155 especies de fauna africana: flamencos, elefantes, leones, monos, chacales, oso negro, etc. Alrededor de un millón de visitantes llegan cada año, cifra que se incrementa de forma constante.
El 15 de enero de 2011, al día siguiente de la huida del presidente Zine el-Abidine Ben Ali durante la Revolución tunecina, el ayuntamiento de la capital se reunió para aprobar la cesión del parque y su distribución en tres partes: proyectos inmobiliarios de la familia de Leïla Ben Ali, esposa del dictador, la demolición de varios edificios, incluida el de la Asociación de Amigos del Belvedere, para construir chalets y un hotel con vistas panorámicas. En 2017, el Ministerio del Interior y Medio Ambiente anuncia el cierre del parque para trabajos de mantenimiento, especialmente tras la muerte de un cocodrilo debido a unos turistas.

## Koubba

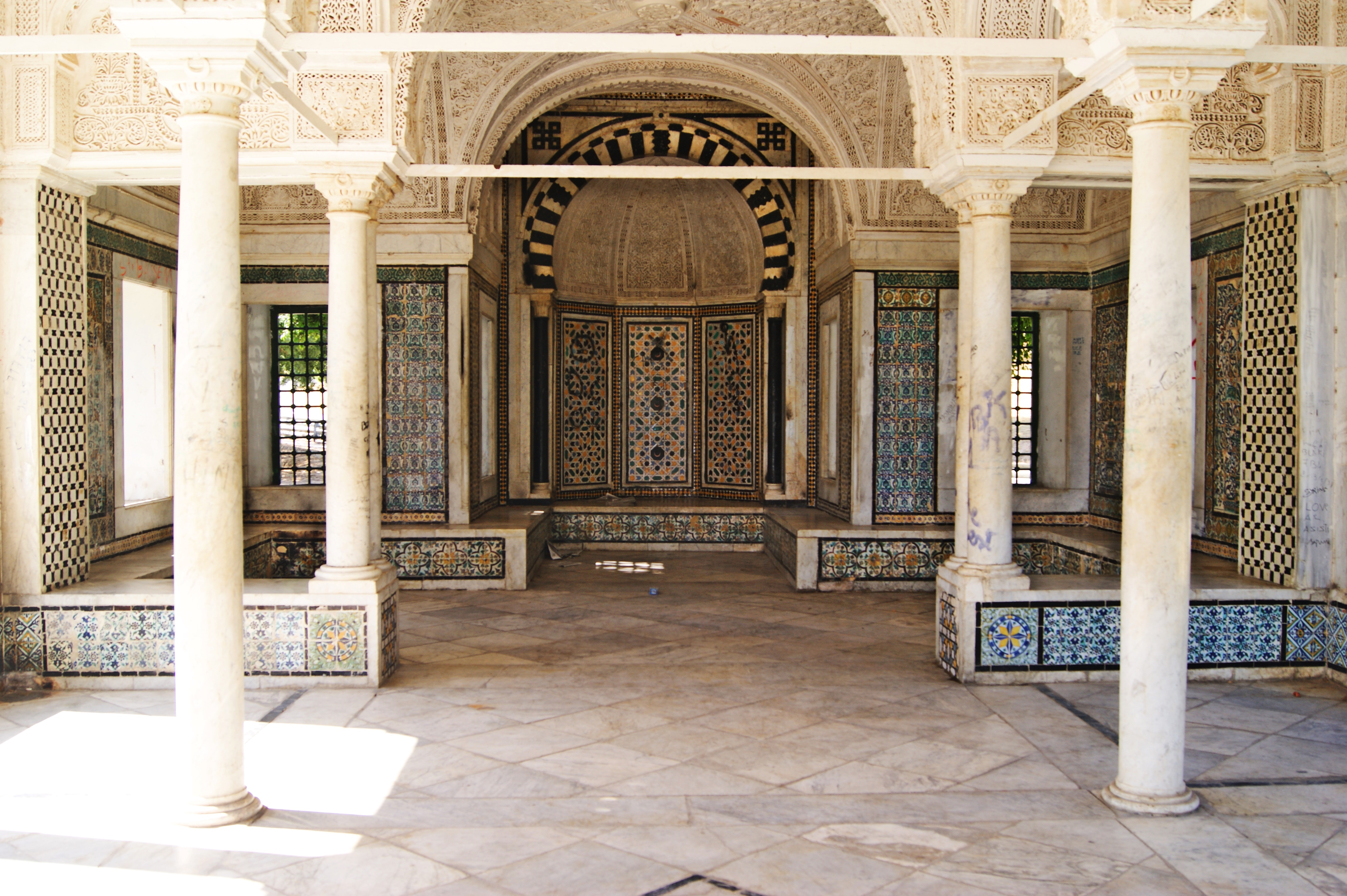
La koubba es un edificio del traído desde un palacio de La Manouba al parque.

En la cima del parque se encuentra un pabellón (koubba) de estilo árabo-andalusí del siglo XVII. Denominado Kobbet El Haoua, fue instalado originalmente en las dependencias de un palacio beylical de La Manouba llamada el Palacio de la Rosa, que hoy alberga el Museo Nacional Militar.
El pabellón se compone de una sala cuadrada con un ábside recubierto del que emergen cuatro pequeñas cúpulas y una cúpula central más grande. Las autoridades del protectorado lo adquirieron, desmontaron y lo llevaron la parque donde vive una segunda juventud, mostrando sus galerías, arcos de yeso tallado, columnas, vidrieras y paneles de estuco. Es lugar de descanso para la gente que pasea por el parque y, desde la terraza, se disfruta de una magnífica vista.